# Rascacielos (película de 2015)
Rascacielos (en inglés: High-Rise pronunciado /haɪˈraɪz/), es una película británica estrenada en 2015 del género distópico.  Dirigida por Ben Wheatley con guion de Amy Jump y producida por Jeremy Thomas a través de su productora Recorded Picture Company, la cinta adapta la novela Rascacielos de J. G. Ballard. Esta fue protagonizada por Tom Hiddleston, Jeremy Irons, Sienna Miller, Luke Evans y Elisabeth Moss. La cinta narra la historia de un rascacielos durante la década de 1970. Con una gran cantidad de comodidades modernas, el edificio permite que sus residentes se desinteresen gradualmente del mundo exterior. La infraestructura comienza a fallar y las tensiones entre los residentes se hacen evidentes, y el edificio pronto se convierte en un caos.
La película se estrenó a nivel internacional en el Festival Internacional de Cine de Toronto en septiembre de 2015 y a nivel europeo en la sexagésimo tercera edición del Festival Internacional de Cine de San Sebastián. La película fue proyectada en el Reino Unido el 18 de marzo de 2016 por StudioCanal. Aunque obtuvo un modesto éxito de crítica, la taquilla de la película no logró cubrir sus costos de producción. Esta cinta fue nominada a un Premios Empire en la categoría de Mejor Película Británica en el 2017.

## Argumento
El Dr. Robert Laing se muda a una torre de cuarenta pisos en las afueras de Londres; construida por el arquitecto Anthony Royal, es el epítome de la vida moderna y elegante. Los residentes ricos viven en los pisos superiores y los residentes más pobres viven debajo. Con servicios que incluyen una piscina, gimnasio, spa, supermercado y escuela primaria, los ocupantes tienen pocas razones para abandonar el edificio más allá del horario laboral y se vuelven cada vez más aislados del mundo exterior. La ley y el orden en el edificio se desintegran a medida que la violencia y el libertinaje se vuelven comunes, la basura se acumula, la comida escasea y la lucha de clases estalla entre los pisos.

## Personajes
- Tom Hiddleston como Robert Laing.
- Jeremy Irons como Anthony Royal.
- Sienna Miller como Charlotte Melville.
- Luke Evans como Richard Wilder.
- Elisabeth Moss como Helen Wilder.
- James Purefoy como Pangbourne.
- Keeley Hawes como Ann Royal.
- Peter Ferdinando como Cosgrove.
- Sienna Guillory como Jane.
- Reece Shearsmith como Steele.
- Enzo Cilenti como Adrian Talbot.
- Augustus Prew como Munrow.
- Dan Skinner como Simmons.
- Stacy Martin como Fay.
- Tony Way como Robert el conserje.
- Leila Mimmack como Laura.
- Bill Paterson como Mercer.